# 谢尔盖·韦列梅延科
谢尔盖·阿列克谢耶维奇·韦列梅延科（羅馬化：Sergey Alekseyevich Veremeyenko；1955年9月26日—）是一位俄罗斯商人和政治家，据《福布斯》杂志报道，他的净资产为14亿美元。他在钢铁、采矿、银行和微芯片领域都有投资。他拥有钢铁和金属集团Estar 25%的股份，还拥有莫斯科郊区的豪华住宅开发项目以及特维尔、卡卢加和奔萨的大片农田。他还拥有Pravda.ru和Pravda International报纸的出版权益。

## 制裁
韦列梅延科于2022年因俄乌战争而受到美国财政部和英国政府制裁。